# The Real Testament
Albums de Plies
Definition of Real
(2008)
Singles
1. Shawty
Sortie : 10 juillet 2007
2. Hypnotized
Sortie : 11 septembre 2007

The Real Testament est le premier album studio de Plies, sorti le 7 août 2007.
L'album s'est classé 2e au Billboard 200 et au Top R&B/Hip-Hop Albums et a été certifié disque d'or par la RIAA le 29 février 2008.

## Liste des titres
| No  | Titre                                                               | Contient un (des) sample(s) de | Durée |
| --- | ------------------------------------------------------------------- | ------------------------------ | ----- |
| 1.  | The Real Testament (Intro) (Produit par Papa Duck)                  |                                | 2:09  |
| 2.  | 100 Years (Produit par Midnight Black)                              |                                | 3:50  |
| 3.  | I Know U Workin' (Produit par Hen and Ro)                           |                                | 4:16  |
| 4.  | On My Dick (Produit par GoldRu$h)                                   |                                | 3:54  |
| 5.  | 1 Mo Time (Produit par J.R. Rotem)                                  |                                | 3:47  |
| 6.  | I Am the Club (Produit par J.R. Rotem)                              |                                | 3:44  |
| 7.  | Runnin' My Momma Crazy (Produit par DVS)                            |                                | 4:15  |
| 8.  | Shawty (featuring T-Pain – Produit par Drumma Boy et Ensayne Wayne) | Fantasy d'Earth, Wind and Fire | 4:15  |
| 9.  | Friday (Produit par J.R. Rotem)                                     |                                | 3:39  |
| 10. | Goons Lurkin' (Produit par Midnight Black)                          |                                | 3:52  |
| 11. | Kept It Too Real (Produit par The Beat Eaters)                      |                                | 4:55  |
| 12. | You (featuring Tank – Produit par Jay E)                            |                                | 3:38  |
| 13. | Money Straight (Produit par Hen and Ro)                             |                                | 4:23  |
| 14. | Hypnotized (featuring Akon – Produit par Akon)                      |                                | 3:09  |
| 15. | Murkin' Season (Produit par Hen and Ro)                             |                                | 3:49  |

| 16. | Got 'Em Hatin' (Produit par Nitti)                   | 3:41 |
| 17. | Bid Long (Produit par Bei Maejor)                    | 4:08 |
| 18. | Water (Produit par DJ Nasty & LVM)                   | 3:28 |
| 19. | Ain't Slippin' (featuring 4orty – Produit par JRock) | 3:38 |